# كيفن أونيل
كيفن أونيل (بالإنجليزية: Kevin O'Neill)‏ هو مدرب كرة سلة أمريكي، ولد في 24 يناير 1957 في تشاتيغواي في الولايات المتحدة.

## وصلات خارجية
- كيفن أونيل على موقع سبورتس رفرنس (الإنجليزية)
- كيفن أونيل على موقع كلية كرة السلة في سبورتس رفرنس.كوم (الإنجليزية)

- كيفن أونيل على موقع إن إن دي بي (الإنجليزية)